# 랜초쿠카몽가 퀘이크스
랜초쿠카몽가 퀘이크스(Rancho Cucamonga Quakes)는 미국 캘리포니아주 랜초쿠카몽가에 있는 마이너 리그 베이스볼 팀이다. 로스앤젤레스 다저스의 싱글 A 팜 팀으로, 캘리포니아 리그에 속해 있다.
한편, 1972년 볼티모어 오리올스와 제휴했으며 이에 앞서 1971년 12월 24일 롯데 오리온즈의 오너였던 나카무라 나가요시가 경영권을 인수했고 이 과정에서 '로디 오리온스'로 팀명이 바뀌었다. 그 후, 나카무라 나가요시 오너가 1972년 시즌 뒤 다이헤이요 클럽 라이온즈로 이적하자 팀명도 '로디 라이언스'로 바뀌었지만 나카무라 오너가 1974년 경영을 포기하여 '로디 오리올스'로 돌아왔고 볼티모어 오리올스는 1976년까지 해당 구단과 제휴했다.